# Oreophysa
Oreophysa  (лат.) — монотипный род двудольных растений семейства Бобовые (Fabaceae). Выделен немецким ботаником Йозефом Борнмюллером в 1905 году.
Название рода происходит от греческих слов «oro» (рус. гора) и «physa» (рус. мочевой пузырь), что указывает на среду обитания видов и специфическую вздутую форму их плодов.

## Систематика
В состав рода входит единственный вид:
- Oreophysa microphylla (Jaub. & Spach) Browicz
  - [syn.  Oreophysa triphylla (Bunge ex Boiss.) Bornm., nom. superfl.]

В ряде источников считается монотипным родом с видом, основным названием которого является Oreophysa microphylla. Нередко единственный вид включается в состав рода Colutea под названием Colutea triphylla.

## Распространение, общая характеристика
Единственный вид рода является эндемичным для севера Ирана, распространён в горах Эльбурса.
Многолетнее травянистое растение.
Слабоизучено. Ближайшими родственниками являются представители рода Пузырник (Colutea), при том что Oreophysa microphylla заметно отличается от последних в строении.